# Palaeacanthocephala
Classe
Les Palaeacanthocephala sont une classe d'acanthocéphales. Les  acanthocéphales sont des vers à tête épineuse, c'est-à-dire de petits animaux vermiformesés. Ils sont parasites de vertébrés et sont caractérisés par un proboscis rétractable portant des épines courbées en arrière qui leur permet de s'accrocher à la paroi intestinale de leurs hôtes.

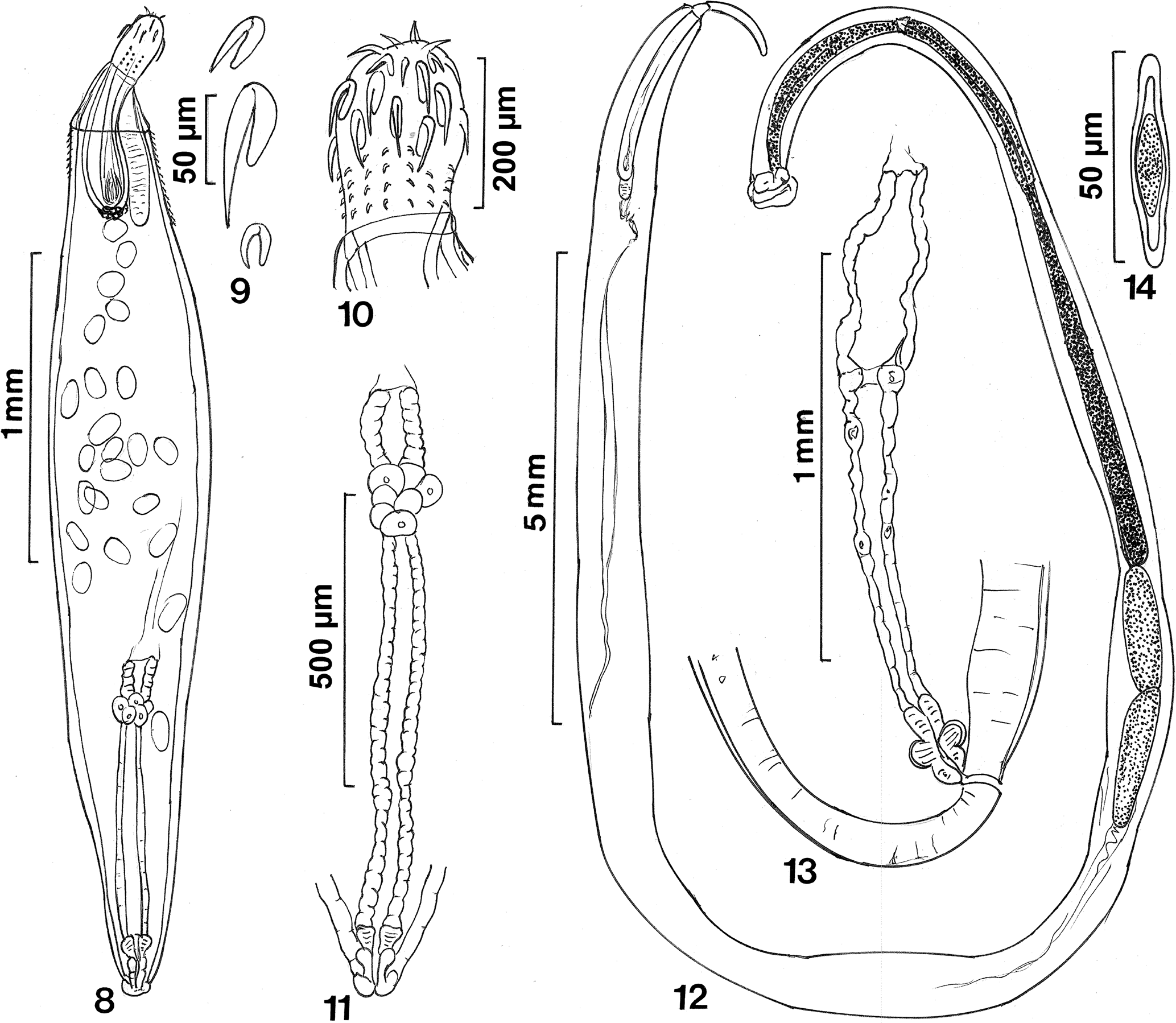
Heterosentis mongcai Amin, Heckmann & Ha, 2014 et Filisoma indicum Van Cleave, 1928

## Liste des ordres
- Echinorhynchida  Southwell et Macfie, 1925
- Polymorphida  Petrochenko, 1956